# Comuna Moprivske, Solone
Moprivske (în ucraineană Мопрівське) este o comună în raionul Solone, regiunea Dnipropetrovsk, Ucraina, formată din satele Hrîhorivka, Moprivske (reședința), Sudanivka, Tovarîskîi Trud, Traktorne și Vodeane.

## Demografie
Componența lingvistică a satului Moprivske
     Ucraineană (94,26%)
     Rusă (4,9%)
     Alte limbi (0,69%)
Conform recensământului din 2001, majoritatea populației satului Moprivske era vorbitoare de ucraineană (94,26%), existând în minoritate și vorbitori de rusă (4,9%).